# 벤처 라운드
벤처 라운드(venture round)는 스타트업 컴퍼니가 일반적으로 벤처 캐피털리스트 및 기타 기관 투자가로부터 투자를 유치하기 위해 사용하는 펀딩 라운드의 한 유형이다. 벤처 자금 조달의 가용성은 새로운 기업과 기술 개발의 주요 자극제 중 하나이다.

## 특징

### 당사자
- 창업자 또는 이해관계자. 투자자에게 회사를 소개한다.
- 주요 투자가는 일반적으로 투자에 참여하는 가장 잘 알려지거나 가장 적극적인 벤처 캐피털 회사, 또는 가장 많은 현금을 기여하는 회사이다. 주요 투자자는 일반적으로 협상, 법률 업무, 실사 및 기타 투자 절차의 대부분을 감독한다. 또한 비공식적인 무급으로 회사를 다른 투자자에게 소개할 수도 있다.
- 공동 투자자는 주요 투자자와 함께 기여하는 다른 주요 투자자이다.
- 후속 투자자 또는 동반 투자자. 일반적으로 엔젤 투자자, 고액 순자산 보유자, 가족 사무소, 기관 투자자 및 돈을 기여하지만 투자 및 회사 경영에서 수동적인 역할을 하는 기타 투자자이다.
- 법무법인 및 회계사는 일반적으로 모든 당사자가 거래에 대해 조언, 협상 및 문서를 작성하도록 고용된다.

### 벤처 라운드의 단계
- 소개. 투자자와 회사는 공식 및 비공식 비즈니스 네트워크, 개인적인 연결, 유료 또는 무급 탐색자, 연구원 및 자문가 등을 통해 서로를 찾는다. 비상장 회사의 증권이 상장된 공개 거래소가 없기 때문에 비상장 회사는 투자자의 신뢰할 수 있는 출처 및 기타 비즈니스 연락처로부터의 따뜻한 추천, 투자자 회의 및 심포지엄, 회사들이 투자자 그룹에 직접 발표하는 대면 회의(자본을 위한 스피드 데이트와 유사하며 투자자가 10분 이내에 후속 회의를 원하는지 여부를 결정하는 "스피드 벤처링"이라는 변형 포함) 등 여러 가지 방법으로 벤처 캐피털 회사 및 기타 사모펀드 투자자를 만난다.
- 제안. 회사는 초기 관심을 확보하기 위해 투자 회사에 기밀 사업계획서를 제공한다.
- 사모 배치 메모. 일반적으로 실리콘 밸리 모델에서는 PPM/투자설명서가 사용되지 않는다.
- 조건 협상. 구속력이 없는 투자 조건서, 의향서 등이 협상 문서로 주고받아진다. 당사자들이 조건에 동의하면 약속의 표현으로 투자 조건서에 서명한다.
- 서명된 투자 조건서. 일반적으로 구속력이 없으며 명시된 조건으로 거래를 완료하기 위한 선의의 노력에만 당사자를 구속하지만, 기밀 유지, 회사 측의 독점(예: 회사가 다른 출처로부터 자금을 조달하지 않음) 및 정지 조항(예: 회사가 주요 사업 변경을 하지 않거나 거래를 실행 불가능하게 만들 합의를 체결하지 않음)과 같이 제한된(30~60일) 기간의 일부 절차적 약속을 포함할 수도 있다.
- 확정적 거래 문서. 거래를 실행하는 데 사용되는 일련의 계약 및 기타 법률 서류를 협상하고 초안을 작성하는 길고(보통 2~4주) 복잡한 과정이다. 이론적으로 이들은 단순히 투자 조건서의 조건을 따른다. 실제로는 주요 거래 조건의 범위를 넘어선 많은 중요한 세부 사항을 포함한다. 확정적 거래 문서는 모든 상황에서 요구되는 것은 아니다. 특히 당사자들이 모든 그러한 문서를 실행할 것을 요구하지 않는 별도의 계약을 체결한 경우에 그렇다.
- 확정 문서, 최종 거래를 문서화하는 법률 서류. 일반적으로 다음을 포함한다.

- 주식 매매 계약 –  투자자가 새로 발행된 우선주 주식과 돈을 교환하는 주요 계약
- 매수-매도 계약, 공동 판매 계약, 선매권 등 –  회사 설립자와 기타 보통주 소유자가 새로운 투자자에게 유리하게 자신들의 주식 개별 판매 능력을 제한하기로 동의하는 계약
- 투자자 권리 계약 –  회사가 새로운 투자자에게 하는 약속으로, 일반적으로 이사회 의석, 추가 자금 조달 금지, 회사 매각 또는 투자자 승인 없이 기타 명시된 사업 및 재무 결정 금지에 대한 부정적 약속, 그리고 검사 권리 및 지속적인 재무 공시 제공 약속과 같은 긍정적 약속을 포함한다.
- 개정 및 재진술된 정관 –  주식의 발행 및 종류, 특정 투자자 보호와 같은 문제를 공식화한다.

- 실사. 확정 계약을 협상하는 동시에 투자자는 회사의 재무제표 및 장부 기록과 모든 운영 측면을 검토한다. 이들은 거래에 동의하기 전에 특정 사항(예: 새로운 고용 계약 또는 주요 경영진을 위한 주식 베스팅 일정)이 수정될 것을 요구할 수 있다. 프로세스 마지막에 회사는 주식 매매 계약의 일부로 회사의 공시의 정확성과 충분성, 그리고 특정 조건의 존재(열거된 예외에 따름)에 대해 투자자에게 진술 및 보증을 제공한다.
- 최종 합의는 당사자들이 모든 거래 문서를 실행할 때 발생한다. 이때 일반적으로 자금 조달이 발표되고 거래가 완료된 것으로 간주되지만, 종종 소문과 유출이 있다.
- 클로징은 투자자가 자금을 제공하고 회사가 투자자에게 주식 증서를 제공할 때 발생한다. 이상적으로는 최종 합의와 동시에 이루어져야 한다. 그러나 벤처 커뮤니티의 관행은 클로징의 시기와 형식에 대해 상당히 유연하며, 일반적으로 당사자들과 변호사들의 선의에 달려 있다. 비용을 줄이고 거래 속도를 높이기 위해 자금 에스크로, 서명된 원본 문서, 공증과 같은 다른 산업에서 흔한 형식은 거의 요구되지 않는다. 이로 인해 불완전하고 오류가 있는 서류 작업의 가능성이 생긴다. 일부 거래는 "롤링 클로징" 또는 다른 투자자에 대한 여러 클로징 날짜를 가진다. 다른 거래는 "트렌치(tranched)" 방식으로, 투자자가 한 번에 자금의 일부만 제공하고 나머지는 회사가 명시된 이정표를 충족하는 것에 따라 시간이 지남에 따라 분배된다.
- 클로징 후. 클로징 후 몇 가지 일이 발생할 수 있다.

- 전환사채의 전환. 미결제 어음이 있는 경우 클로징 시 또는 그 이후에 전환될 수 있다.
- 관련 주 및 연방 규제 기관에 증권거래위원회 신고
- 개정된 정관의 제출
- 클로징 바인더 준비 –  전체 거래에 대한 문서 포함

### 권리와 특권
벤처 투자자는 보통주 보유자에게는 부여되지 않는 특별한 특권을 얻는다. 이러한 특권은 다양한 거래 문서에 명시되어 있다. 일반적인 권리에는 다음이 포함된다.
- 반희석 보호 –  회사가 투자자가 지불한 가격보다 낮은 가격으로 상당량의 주식을 판매하는 경우, 투자자를 주식 희석으로부터 보호하기 위해 추가 주식이 발행된다(일반적으로 청산 우선 순위를 계산하는 데 사용되는 "전환 비율"을 변경하여).
- 보장된 이사회 의석
- 회사의 긍정적 및 부정적 약속
- 등록 권리 –  투자자는 공공 거래소에 주식 등록을 요구하고 기업공개 및 후속 공모에 참여할 특별한 권리를 가진다.
- 회사의 상태에 대한 진술 및 보증
- 청산 우선권 –  합병 또는 인수인계와 같은 청산 사건 발생 시, 보통주가 청산 자금으로부터 어떠한 자금도 받기 전에 투자자는 종종 이자와/또는 배수로 돈을 돌려받는다. 우선권은 "참가형"일 수 있으며, 이 경우 투자자는 우선권과 잉여금의 비례 배분을 받거나, "비참가형"일 수 있으며, 이 경우 우선권은 최저 금액이다.
- 배당금 –  배당금은 일반적으로 명시되어 있지만 회사가 의무적으로 지급해야 하는 것은 아니며, 단지 보통주에 대해 배당금이 선언될 수 있기 전에 투자자가 배당금을 받게 된다. 대부분의 벤처 지원 스타트업은 초기에는 수익성이 없으므로 배당금은 거의 지급되지 않는다. 미지급 배당금은 일반적으로 면제되지만 누적되어 청산 우선권에 추가될 수 있다.

## 라운드 이름
벤처 캐피털 자금 조달 라운드는 일반적으로 판매되는 주식의 종류와 관련된 이름을 갖는다.
- 프리 시드 또는 엔젤 라운드는 창업자, 후원자, 고액 순자산 보유자("엔젤 투자자") 및 때로는 소액의 기관 자본에 의한 가장 초기의 자본 투입으로, 회사를 시작하고 프로토타입을 만들며 초기 제품-시장 적합성을 찾는 데 사용된다.[3]
- 시드 라운드는 일반적으로 기관 주도가 있는 첫 번째 공식 지분 라운드이다. 시드 시리즈는 가격이 책정될 수 있으며, 이는 투자자가 주도 투자자가 설정한 가치 평가로 우선주를 구매하거나, 첫 번째 가격이 책정된 라운드에서 우선주로 할인하여 전환될 수 있는 전환사채 또는 미래 주식에 대한 단순 계약의 형태를 취할 수 있다. 시드 라운드는 종종 시리즈 A를 준비하기 위해 시장 견인력을 입증하는 데 사용된다.[4][5] 과거에는 시드 라운드가 주로 매출 전 회사에 한정되었지만, 2019년 기준 시드 라운드를 유치하는 회사 중 3분의 2는 이미 매출을 올리고 있었다.[6]
- 가격이 책정된 지분 라운드는 종종 시리즈 A라고 불리며, 이후의 각 라운드는 다음 문자를 사용한다(예: B, C, D). 일반적으로 이러한 라운드에서의 주식 진행 및 가격은 회사가 예상대로 진행되고 있음을 나타낸다. 투자자들은 회사가 너무 많은 라운드에서 너무 많은 돈을 조달했을 때 우려할 수 있는데, 이는 진행 지연의 신호로 간주하기 때문이다.[7]
- 시리즈 A', B' 등. 추가 자금을 조달하기 위해 이전 라운드에 통합된 소규모 후속 또는 브리지 펀딩 라운드를 나타내며, 일반적으로 동일한 조건이다.
- 시리즈 AA, BB 등. 한때는 크런치다운 또는 다운 라운드 이후의 새로운 시작을 나타내는 데 사용되었는데, 즉 회사가 성장 목표를 달성하지 못하고 본질적으로 새로운 투자자 그룹의 우산 아래에서 다시 시작하는 경우이다. 그러나 점점 더 시리즈 AA 우선주 투자 라운드는 전환사채 금융 또는 "시리즈 시드" 또는 "시리즈 AA" 우선주와 같은 기타 "경량" 우선주 금융과 함께 자본 집약도가 낮은 사업 성장을 지원하기 위해 더 널리 사용되고 있는데, 이는 단순성과 일반적으로 낮은 법률 비용이 초기 투자자와 창업자에게 매력적일 수 있기 때문이다.[8]
- Pre-IPO 라운드는 비상장 회사가 공개 거래소에 상장되기 전에 자금을 조달하기 위한 후기 단계 지분 라운드이다. 이를 통해 개인 및 기관 투자자 모두 기업공개(IPO) 전에 이러한 후기 단계의 벤처 캐피털 지원 비상장 회사에 투자할 수 있다.[9]
- 메자닌 파이낸싱 라운드, 브리지론, 기타 채무 상품은 벤처 라운드 사이 또는 기업공개 이전에 회사를 지원하는 데 사용된다.

## 옵션 풀 셔플
옵션 풀 셔플(Option pool shuffle)은 투자 시점에 벤처 캐피털(VC) 투자자에게 주식을 배분하는 것과 동시에 스톡 옵션 풀을 생성하는 것과 관련이 있다. 각 투자가에게 배분할 주식 수를 결정하는 두 가지 다른 접근 방식인 VC 친화적 접근 방식과 창업자 친화적 접근 방식이 있다.

### VC 친화적 접근 방식
VC 친화적 접근 방식은 선행 자금 풀이라고도 불리며, VC에게 회사 지분을 더 많이 준다. 주식 옵션이 먼저 배분된 다음 VC에게 주식이 배분된다. 이로 인해 VC의 주식 배분이 주식 옵션 풀을 희석시키고 VC는 회사 지분을 더 많이 가지게 된다.

### 창업자 친화적 접근 방식
창업자 친화적 접근 방식은 후행 자금 풀이라고도 불리며, VC에게 회사 지분을 더 적게 준다. VC에게 주식이 먼저 배분된다. 이로 인해 VC는 새로운 주식 옵션 풀에 의해 희석되고 VC는 회사 지분을 더 적게 가지게 된다.

### 예시
회사가 90,000주를 보유하고 있으며 (i) VC에게 18,000주를 배분하고 (ii) 10%의 종업원 주식 옵션 풀(ESOP)을 생성하고자 한다.
VC 친화적 접근 방식:
1. ESOP이 먼저 생성된다 – 회사 지분의 10%를 배분한다. 따라서 ESOP은 10,000주(10,000 / 100,000)를 받는다.
2. VC에게 주식이 배분된다 – 18,000주. VC는 회사 지분의 15.25%(18,000 / 118,000)를 가지게 된다.
3. ESOP은 회사 지분의 8.47%(10,000 / 118,000)를 가지게 된다.
창업자 친화적 접근 방식:
1. VC에게 주식이 배분된다 – 18,000주.
2. ESOP이 생성된다. 이제 발행된 주식은 108,000주이므로 ESOP은 12,000주를 받고 회사 지분의 10%(12,000 / 120,000)를 가진다.
3. VC는 회사 지분의 15%를 가지게 된다. VC 친화적 접근 방식보다 0.25% 적다.
아이러니하게도, 더 많은 신주가 발행되기 때문에 창업자(기존 주주)는 창업자 친화적 접근 방식에서 VC 친화적 접근 방식보다 더 적은 지분을 가지게 된다.

## 같이 보기
- 기업형 벤처 캐피털
- 시장 조사
- 시장세분화
- 가격 결정
- 프라이빗에쿼티
- 수익 기반 금융
- 증권 발행
- 1933년 증권법
- 시리즈 A
- SWORD-금융
- 벤처 캐피털
- 자본금 표

- 청산 우선권

## 추가 문헌
- Ruhnka, Tyzoon T. Tyebjee, Albert V. Bruno (1984). "A Model of Venture Capitalist Investment Activity". Management science. Volume: 30, Issue: 9 (September 1984), pp. 1051–1066.
- Frederick D. Lipman (1998). "Financing Your Business with Venture Capital: Strategies to Grow Your Enterprise with Outside Investors". Prima Lifestyles. (November 15, 1998).